# فرجينيا نيلاند فرانتز

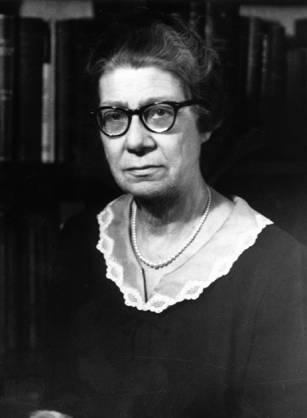
فرجينيا نيلاند فرانتز ، أخصائية علم الأمراض ومعلمة

فيرجينيا نيلاند فرانتز (13 نوفمبر 1896-23 أغسطس 1967) كانت أخصائية علم الأمراض ومعلمة لها الفضل في سلسلة من الاكتشافات في أورام الغدة الدرقية والثدي والبنكرياس.

## النشأة والتعليم
ولدت في مدينة نيويورك ، ابنة لييل وآنا إلسلي بول نيلاند.  تخرجت من مدرسة بريرلي (1914م) وكلية برين ماور (1918م). ثم تابعت دراساتها الطبية في كلية كولومبيا للأطباء والجراحين ، وتخرجت عام 1922.   في عام 1920م، تزوجت من زميلها أنجوس ماكدونالد فرانتز. كان لديهم ثلاثة أطفال. 

## أبرز الأحداث المهنية
في عام 1922م، أصبحت أول امرأة متدربة في الجراحة، حيث تدربت في مستشفى نيويورك المشيخي. من عام 1924م إلى عام 1962م قامت بتدريس الجراحة في كلية الأطباء والجراحين بجامعة كولومبيا وأصبحت أستاذة بساعات عمل كاملة في عام 1951م. في عام 1935م، وصفت هي وألين أو. ويبل إفراز الأنسولين في أورام البنكرياس. في عام 1959م، كتبت دراسة عن أورام البنكرياس والتي أصبحت نصًّا قياسيًّا في هذا المجال  في عام 1961م، أصبحت أول رئيسة لجمعية الغدة الدرقية الأمريكية .

## الجوائز والتكريمات
- شهادة تقدير من الجيش والبحرية للخدمة المدنية ، 1948م
- وسام جانواي ، 1962م
- جامعة كولومبيا ، الميدالية الفضية لمئوية الذكرى المئوية الثانية ، 1967م
- كطالبة في كلية آرثر بوردي ستاوت وخريجة لامعة من مدرسة بيرلي، سمّت جامعة كولومبيا إحدى الجوائز باسمها في عام 1987م وقدمتها إلى ريتا شارون التي حصلت على لقب أفضل طبيبة في ذلك العام
- جمعية فرجينيا نيلاند فرانتز

## مختارات من منشوراتها
- فرانز ، في كيه ، فورسايث ، آر ، هانفورد ، جي إم ، وروجرز ، دبليو إم (1942). الغدة الدرقية الشاذة الجانبية. آن. سورج ، 115 ، 161–183.
- فرانز ، دكتوراه في الطب ، فرجينيا نيلاند وهارفي ، دكتوراه في الطب ، هارولد دوريك. (1946). مقدمة في الجراحة. نيويورك ولندن: جيفري كمبرليج ، مطبعة جامعة أكسفورد.
- فرانز ، ف. (1959). أورام البنكرياس الحليمية: حميدة أو خبيثة. فرانتز ف. أطلس أمراض الأورام. واشنطن العاصمة: معهد علم الأمراض للقوات المسلحة الأمريكية ، 32-3.